# Рехобет (Алабама)
Рехобет (англ. Rehobeth) — місто (англ. town) в США, в окрузі Г'юстон штату Алабама. Населення — 1791 особа (2020).

## Географія
Рехобет розташований за координатами 31°7′29″ пн. ш. 85°26′23″ зх. д. / 31.12472° пн. ш. 85.43972° зх. д. (31.124595, -85.439800).  За даними Бюро перепису населення США в 2010 році місто мало площу 19,72 км², з яких 19,64 км² — суходіл та 0,08 км² — водойми.

## Демографія
Згідно з переписом 2010 року, у місті мешкало 1297 осіб у 485 домогосподарствах у складі 388 родин. Густота населення становила 66 осіб/км².  Було 528 помешкань (27/км²).
Расовий склад населення:
| - 95,9 % — білих - 1,5 % — чорних або афроамериканців - 0,8 % — корінних американців - 0,2 % — азіатів |

До двох чи більше рас належало 0,9 %. Частка іспаномовних становила 2,5 % від усіх жителів.
За віковим діапазоном населення розподілялося таким чином: 26,2 % — особи молодші 18 років, 61,7 % — особи у віці 18—64 років, 12,1 % — особи у віці 65 років та старші. Медіана віку мешканця становила 37,3 року. На 100 осіб жіночої статі у місті припадало 93,0 чоловіків;  на 100 жінок у віці від 18 років та старших — 92,6 чоловіків також старших 18 років.
Середній дохід на одне домашнє господарство  становив 56 068 доларів США (медіана — 47 108), а середній дохід на одну сім'ю — 62 943 долари (медіана — 55 188). Медіана доходів становила 34 934 долари для чоловіків та 27 826 доларів для жінок. За межею бідності перебувало 9,5 % осіб, у тому числі 16,2 % дітей у віці до 18 років та 4,9 % осіб у віці 65 років та старших.
Цивільне працевлаштоване населення становило 788 осіб. Основні галузі зайнятості: освіта, охорона здоров'я та соціальна допомога — 24,0 %, мистецтво, розваги та відпочинок — 9,5 %, роздрібна торгівля — 9,4 %.